# Escape the Fate
Pour les articles homonymes, voir ETF.
Escape the Fate (ETF) est un groupe américain de post-hardcore, originaire de Las Vegas, dans le Nevada. Leur premier album, intitulé Dying Is Your Latest Fashion, est publié le 26 septembre 2006 chez Epitaph Records. Ils comptent un total de trois EP et sept albums studio.

## Historique

### Débuts (2004–2006)
Le chanteur Ronnie Radke forme le groupe Escape the Fate à travers MySpace avec l’aide de Max Green. Ils recrutent le guitariste Bryan « Monte » Money, par la suite accompagné par le guitariste Omar Espinosa (anciennement membre du groupe LoveHateHero) au début de l’année 2005. Robert Ortiz les rejoint pour compléter le groupe. Ils débutent les prestations publiques un mois plus tard et rencontrent un premier succès sur la radio locale. En octobre 2005, ils gagnent un concours de radio locale jugé par My Chemical Romance, qui leur donnent l’occasion de faire l’ouverture de l’un des concerts de leur tournée avec Alkaline Trio et Reggie and the Full Effect.
Ils signent ensuite avec Epitaph Records. Et font leurs débuts avec un EP, There's No Sympathy for the Dead, composé de cinq morceaux, parait en mai 2006. L'EP est produit par Michael Baskette et aide le groupe à se populariser et à attirer l"intérêt des labels. Après la sortie de l'EP, le claviériste Carson Allen quitte le groupe pour se joindre à On the Last Day,.
Les dates de la tournée se suivent durant l’été, avec plusieurs dates au Vans Warped Tour, puis le groupe annule une tournée avec Bullet for My Valentine et Eighteen Visions pour cause de problèmes personnels. Radke est soudainement exclu du groupe  quelques semaines avant la sortie de leur premier album studio Dying Is Your Latest Fashion, sorti le 26 septembre 2006. Dying Is Your Latest Fashion atteint la 12e place du Billboard Heatseekers chart et est 18e du Top Independent Albums Chart. Le 6 novembre 2006, le groupe poste un nouveau blog sur MySpace indiquant que Radke est de retour dans le groupe. Radke poste également un blog sur MySpace expliquant son absence et décrivant son nouvel amour pour la vie. Le groupe est annoncé pour partager la tête d’affiche du Take Action Tour, mais ne pouvant pas jouer pour des raisons inconnues, ils sont remplacés par From First to Last. Omar Espinosa quitte le groupe durant le Black on Black Tour à la fin de 2007. Il déclare sur son MySpace qu’il quitte définitivement le groupe mais que son départ se fait en de bons termes.

### This War Is Ourset arrivée de Craig Mabbitt (2007–2009)

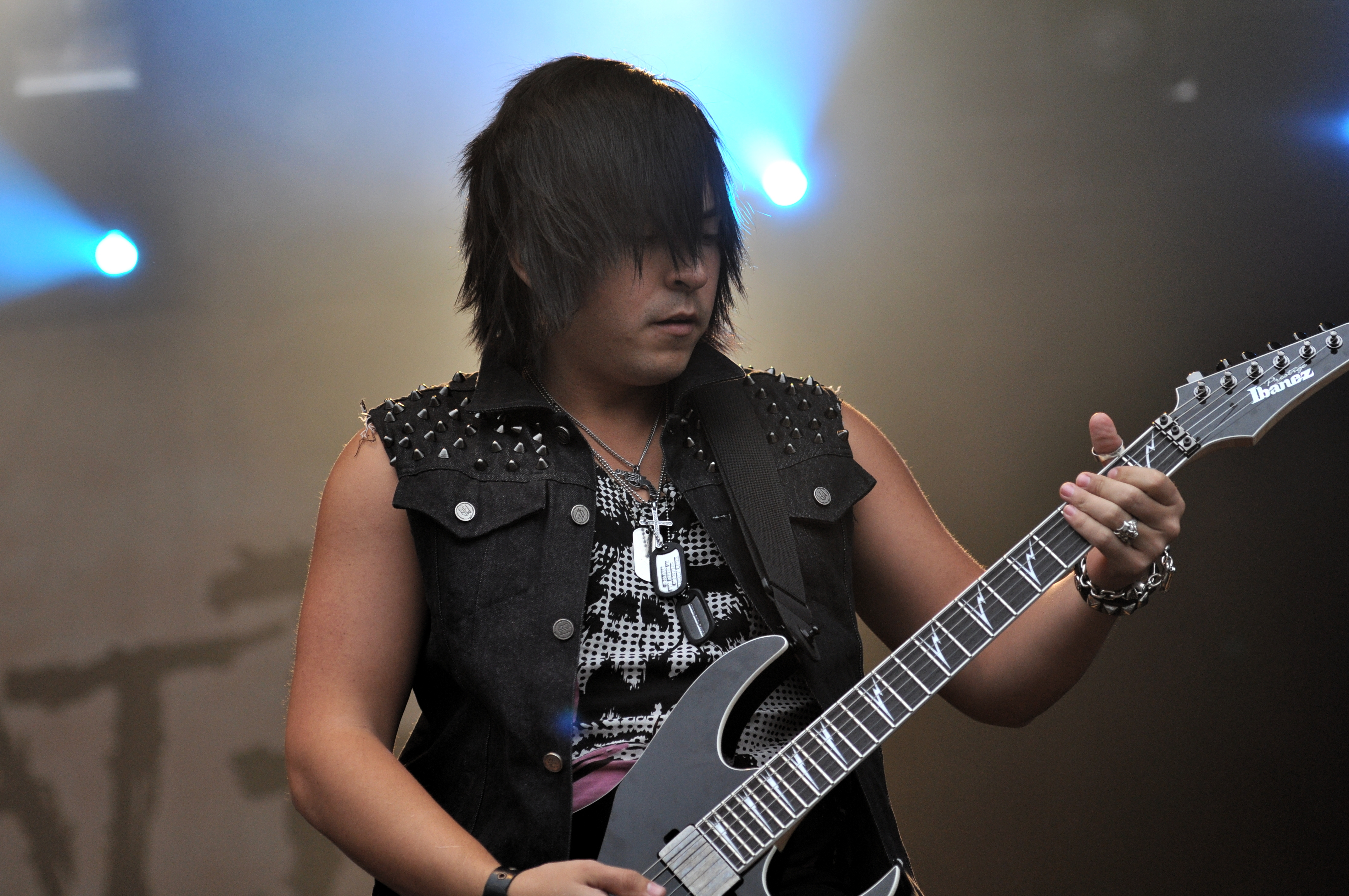
Escape the Fate en 2009.

Ronnie Radke a eu plusieurs altercations avec la police depuis 2007. Il est condamné à cinq années de sursis en liberté surveillée pour sa participation à une bagarre qui a lieu en 2007, laquelle s'est soldée par la mort de Michael Cooks, 18 ans, tué par un ami de Ronnie Radke présent sur les lieux et qui était armé,,. Ronnie Radke, impliqué dans le meurtre, plaide coupable. Le groupe n'a pas fait de commentaire concernant les faits. Il est publié le 12 décembre 2010. Ce sera Craig Mabbitt, anciennement du groupe Blessthefall, qui le remplace en tant que leader du groupe et chanteur principal. Ronnie Radke est désormais dans son nouveau groupe Falling in Reverse.
Le 20 novembre 2007, ils publient l'EP Situations, ; il est le dernier EP de Ronnie Radke et Omar Espinosa avec le groupe. Le 6 mai 2008, Escape the Fate annonce l'arrivée officielle de Craig Mabbitt dans le groupe pour l'enregistrement d'un nouvel album. Le nouvel album sera produit par John Feldmann (The Used, Story of the Year, Atreyu) et est sorti ce 21 octobre. Dans le même communiqué de presse, Mabbitt a discuté de ses sentiments en rapport au fait de se joindre le groupe :
« Je suis excité d'avoir l'occasion de continuer de faire la musique avec un groupe de personnes étonnantes, j'aime ce qui sort de nous dans le studio en ce moment et les choses ne pourraient pas aller mieux. Escape the Fate succède le monde, alors bouclez vos ceintures de sécurité parce que nous sommes ici pour rester. »
Le bassiste Max Green a également discuté de la direction du nouvel album dans le communiqué de presse : « Ce nouvel album ne va pas être un album de metal hardcore et ne va pas être un album mélodique et calme. Nous sommes qui nous sommes, nous sommes Escape the Fate. » Une des chansons du nouvel album This War Is Ours était supposée être mise en streaming via Buzznet le 2 septembre 2008, mais, ledit jour, à la fin du compte à rebours, un compteur se mit en place sur la page Buzznet avec un message qui disait : Once 50,000 people are on this page at ONE TIME you will be given the new surprise song from Escape The Fate! (« Lorsque 50 000 personnes seront connectées en MÊME TEMPS sur cette page, vous pourrez écouter une nouvelle chanson surprise d'Escape The Fate! »). Après plus de 30 heures d'attente, et lorsque le compteur annonça 50 000 personnes connectées en même temps, la chanson The Flood est finalement mise en streaming et en téléchargement légal sur la page.
Escape the Fate participe à toutes les dates de la tournée nord-américaine (Canada et les États-Unis) du Vans Warped Tour 2009.

### Escape the Fate(2010–2011)
Fin 2009, le groupe annonce qu'un nouvel album était en préparation. Le premier titre confirmé est Massacre, et le second s'intitule Issues. L'album sortira le 2 novembre 2010, suivit d'une tournée mondiale pour accompagner sa sortie.
L'album est plus calme que le précédent, mais aussi plus travaillé. On note aussi une amélioration au niveau des solos, notamment dans The Aftermath (The Guillotine III) et The Final Blow, par exemple. Le chant y est plus posé, il y a peu de chansons considérées comme screamo, mais l'album reste un album hardcore.

### Ungrateful(2012–2013)
À la mi-décembre 2011, le groupe rentre en studio pour travailler sur la production de leur quatrième album. Initialement, l'album est planifié pour être produit intégralement par John Feldmann, et est prévu pour la sortie quelque temps en 2012.
Mabbitt fait des remarques que puisqu'ils enregistrent leur quatrième album avec John Feldmann de nouveau, avec qui ils ont travaillé sur leur deuxième album, This War Is Ours, le style de l'album prochain serait semblable à celui-ci, mais aurait aussi les éléments de leur album Escape the Fate. Ils annoncent aussi la tournée This World is Ours Tour en Amérique du Sud avec le groupe de metalcore Attack Attack!, qui continue aux États-Unis et au Canada. Escape the Fate travaille avec le chanteur de Fall Out Boy, Patrick Stump.
Le 4 mars 2012, Green annonce sur Twitter son départ d'Escape the Fate. Mabbitt explique qu'il est parti à cause de problèmes liés à la drogue. Le groupe joue un concert gratuit à Hollywood, en Californie, le 6 janvier 2013, pour la promotion de l'album.

### Hate MeetI Am Human(2014-2019)
Le 9 mai 2014, Green annonce son second départ du groupe, par manque de passion. Le 12 mai 2014, Green rejoint le groupe Falling in Reverse.
Le 18 août 2015, le groupe sort un nouveau titre, Just a Memory. Celui-ci fait partie de leur nouvel album Hate Me qui sortira le 30 octobre 2015. En 2016, ils reprennent la chanson Dead! de My Chemical Romance. Le 7 février, Craig Mabbitt annonce son entrée en studio pour un sixième album.
Le 3 novembre 2017, le groupe sort le titre Empire pour leur nouvel album, I Am Human qui sortira le 30 mars 2018. Celui-ci se termine par le titre Let Me Be, titre clôturant déjà leur album précédent.

### Chemical Warfare(depuis 2020)
Le 28 aout 2020, le groupe sort le titre Walk On. Le 16 octobre 2020, Invincible, en featuring avec Lindsey Stirling, sort. Ces deux titres feront partie de leur septième album, Chemical Warfare. C'est le 8 janvier 2021, qu'ils annoncent la date et le nom de ce dernier, prévu alors pour le 16 avril 2021, ainsi qu'un troisième single, Not My Problem en featuring avec Travis Barker. Entre-temps, ils sortent le 23 octobre 2020, Christmas Song, qui fera partie de la compilation Christmas With Better Noise Music de leur label Better Noise Music.
Le 5 mars 2021, ils sortent un quatrième titre pour ce septième album, Unbreakable.

## Membres

### Membres actuels
- Robert Ortiz – batterie, percussions (depuis 2004)[25],[26]
- Craig Mabbitt – chant (depuis 2008)[26]
- Thomas « TJ » Bell – guitare rythmique, chant (depuis 2013), basse, chant (2012–2013, depuis 2015)[27],[28],[29]
- Kevin « Thrasher » Gruft – guitare solo, chœurs (depuis 2013), basse (depuis 2015)[27],[29]

### Anciens membres
- Carson Allen – claviers, synthétiseur, chant (2005–2006)[1],[2]
- Omar Espinosa – guitare rythmique, chœurs (2004–2007)[26],[30]
- Ronnie Radke – chant (2004–2008)[31]
- Monte Money – guitare solo, claviers, synthétiseur, chœurs (2004–2013)[32],[33],[34]
- Michael Money – guitare rythmique (2012–2013)[32],[33],[34]
- Max Green – guitare basse, chant (2004–2012, 2013–2014)[29]

### Anciens membres de tournée
- Zakk Sandler – basse, chœurs (2011)[35]
- Davey Richmond – basse (2014)[36]
- Alex Torres – basse (2014, 2015)[37]
- Tyler Burgess – basse (2015)[38]

## Discographie

### Albums studio
2023 : Out Of Shadows
1.Forgive Me
2. Choke
3. LOW
4. Rather Be Dead
5. Fun In Funeral
6. Lips Like Knives
7. Hypnotized
8. H8 MY SELF
9. Traumatized
10. Irreversible
11. Kings Of Nothing
12. Cheers To Goodbye (feat.Spencer
Charnas)      
2024 : Out Of Shadow 2.0

## Vidéographie
- 2006 : There's No Sympathy for the Dead
- 2006 : Not Good Enough for Truth in Cliche
- 2007 : Situations
- 2008 : The Flood
- 2009 : Something
- 2009 : 10 Miles Wide
- 2010 : This War Is Ours (The Guillotine II)
- 2010 : Issues
- 2010 : City of Sin
- 2011 : Gorgeous Nightmare
- 2013 : Ungrateful
- 2013 : You're Insane
- 2014 : Picture Perfect
- 2018 : Broken Heart
- 2018 : I Am Human
- 2019 : Do You Love Me?
- 2020 : Walk On
- 2020 : Invincible
- 2020 : Christmas Song
- 2021 : Not My Problem